# ترافرتين

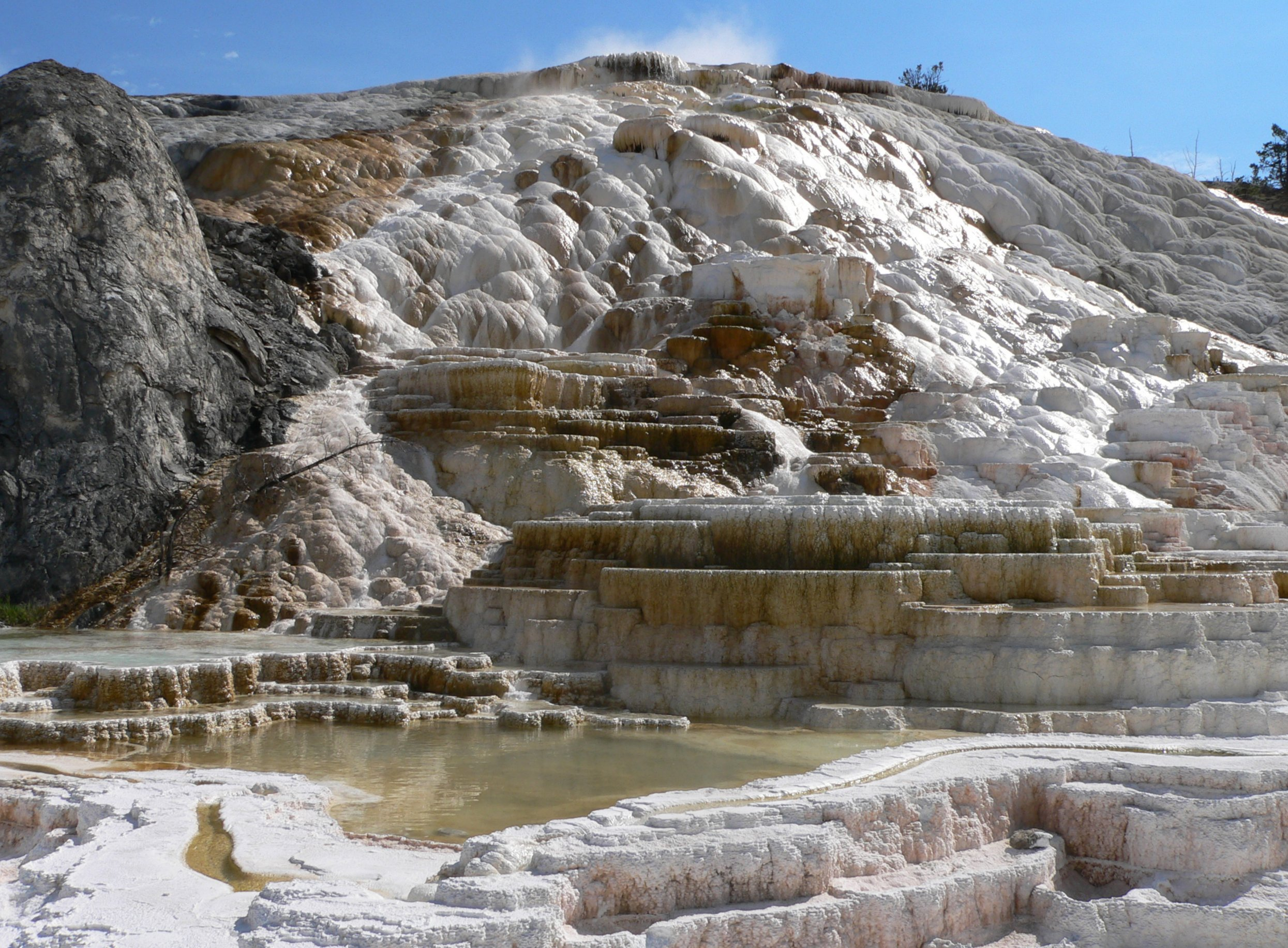
ترسبات الترافرتين في ينابيع حارة؛ محمية وطنية يلوستون ، الولايات المتحدة.

ترسبات الترافرتين - هي عبارة عن شكل كثيفٍ متماسكٍ من أشكال الحجر الجيري، يوجد في تيفولي بإيطاليا ومناطق أخرى . ويوجد في معظم الأحيان على شكل طبقات ينضم بعضها إلى بعض. ويكون معظم الترافرتين ذا لون أبيض أو أبيض مائل للصفرة أو مائلا إلى الاحمرار أو بني اللون. ويتكون بصورة رئيسية من كربونات الكالسيوم، ويتشكَّل حينما تنفصل كربونات الكالسيوم عن الماء من خلال التبخر. تحتوي المياه التي يترسب منها على كربونات الكالسيوم وأيونات هيدروكربونات وثاني أكسيد الكربون . ويُستعمل الترافرتين في تزيين الأبنية بسبب سهولة قطعه. [بحاجة لمصدر]
وينشأ الترافرتين في المناطق التي يتوافر فيها الحجر الجيري، حيث يحوي ماء الأرض الجاري كربونات الكالسيوم. ويتشكل عادة حول مَصابّ الينابيع الحارة، وفي داخل الجداول. وتحتوي تكوينات الصخور في الكهوف، والتي يُطلق عليها اسم الهوابط والصواعد ، على الترافرتين بصورة رئيسية.[بحاجة لمصدر]

## معرض الصور

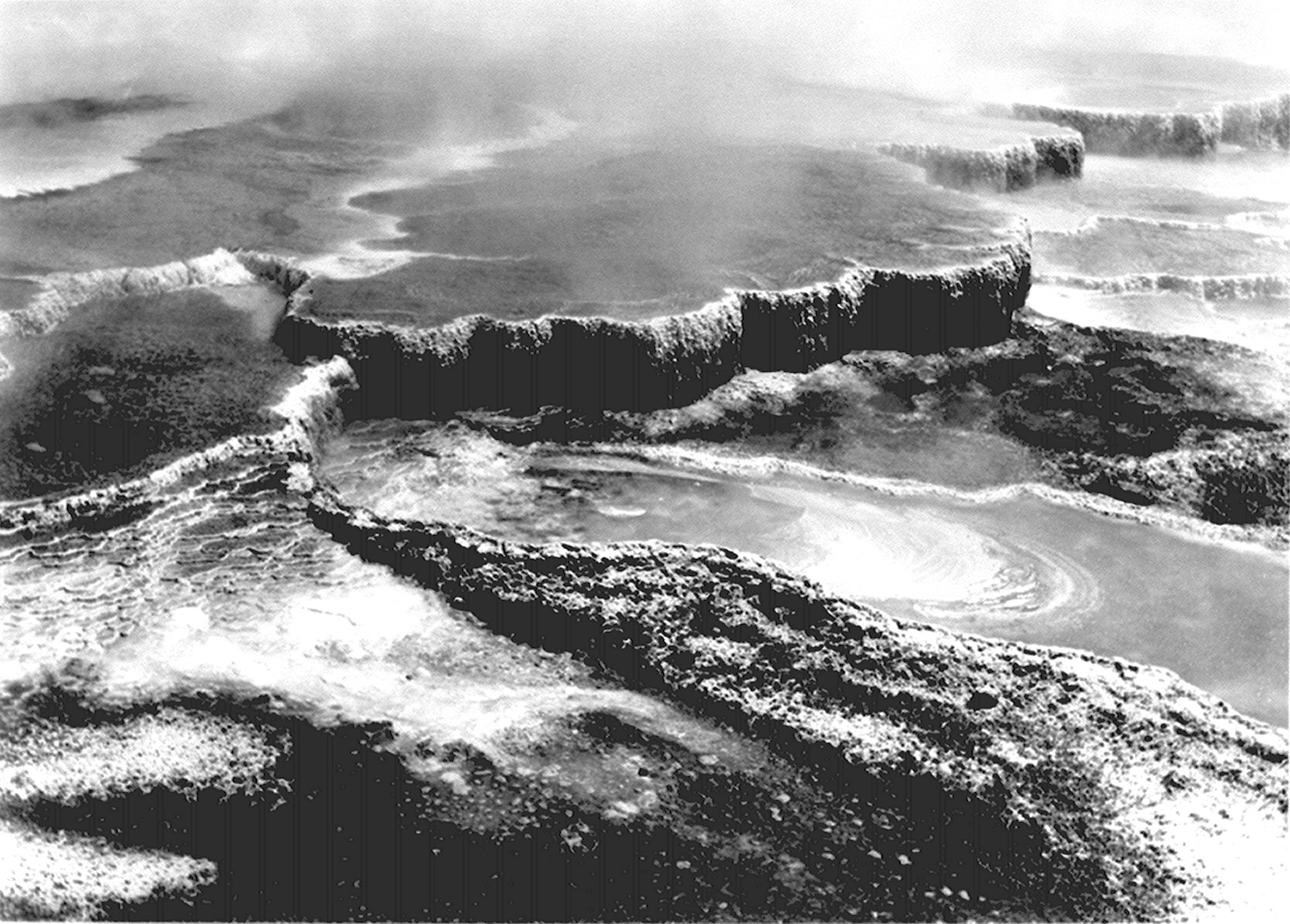
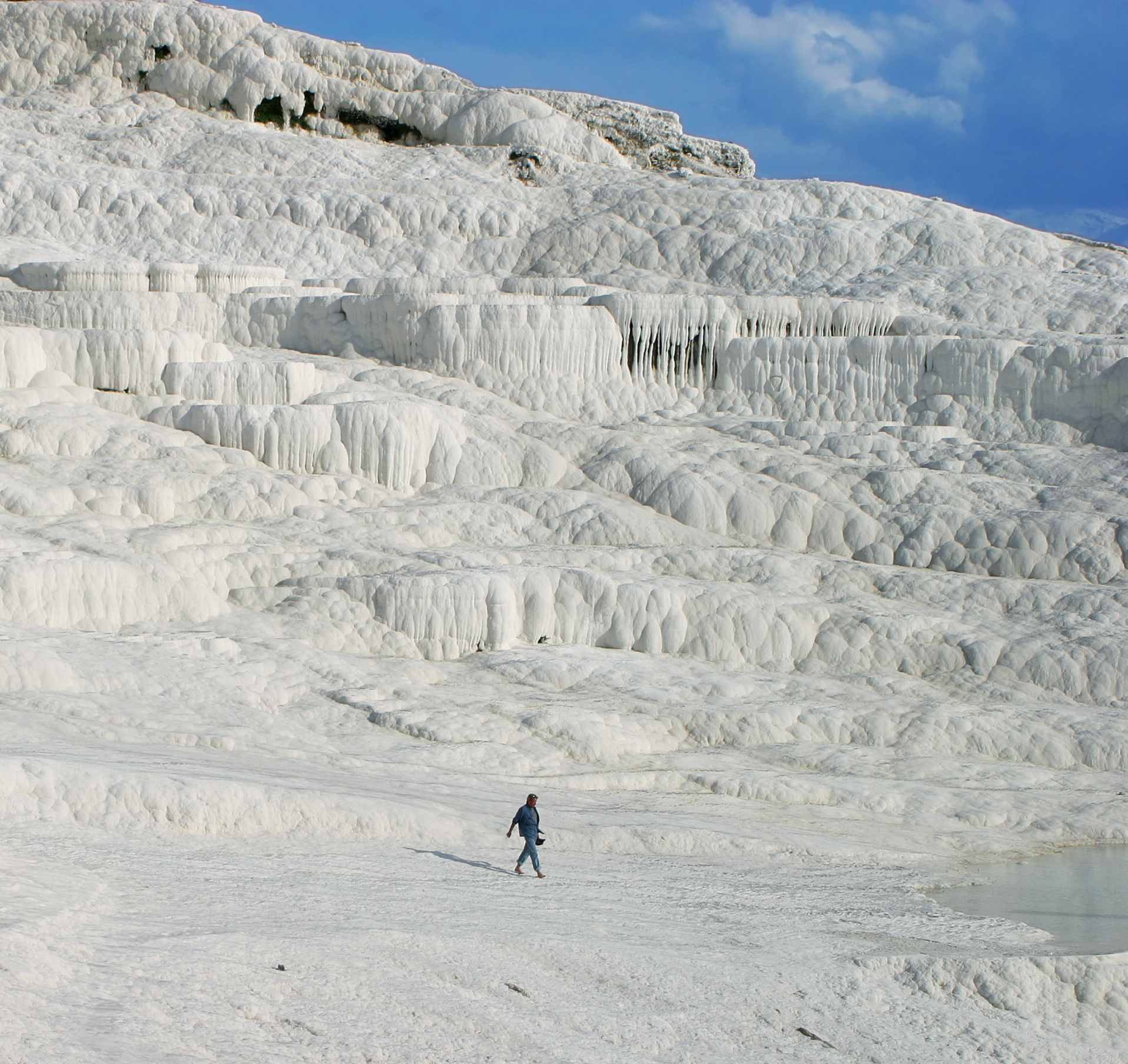
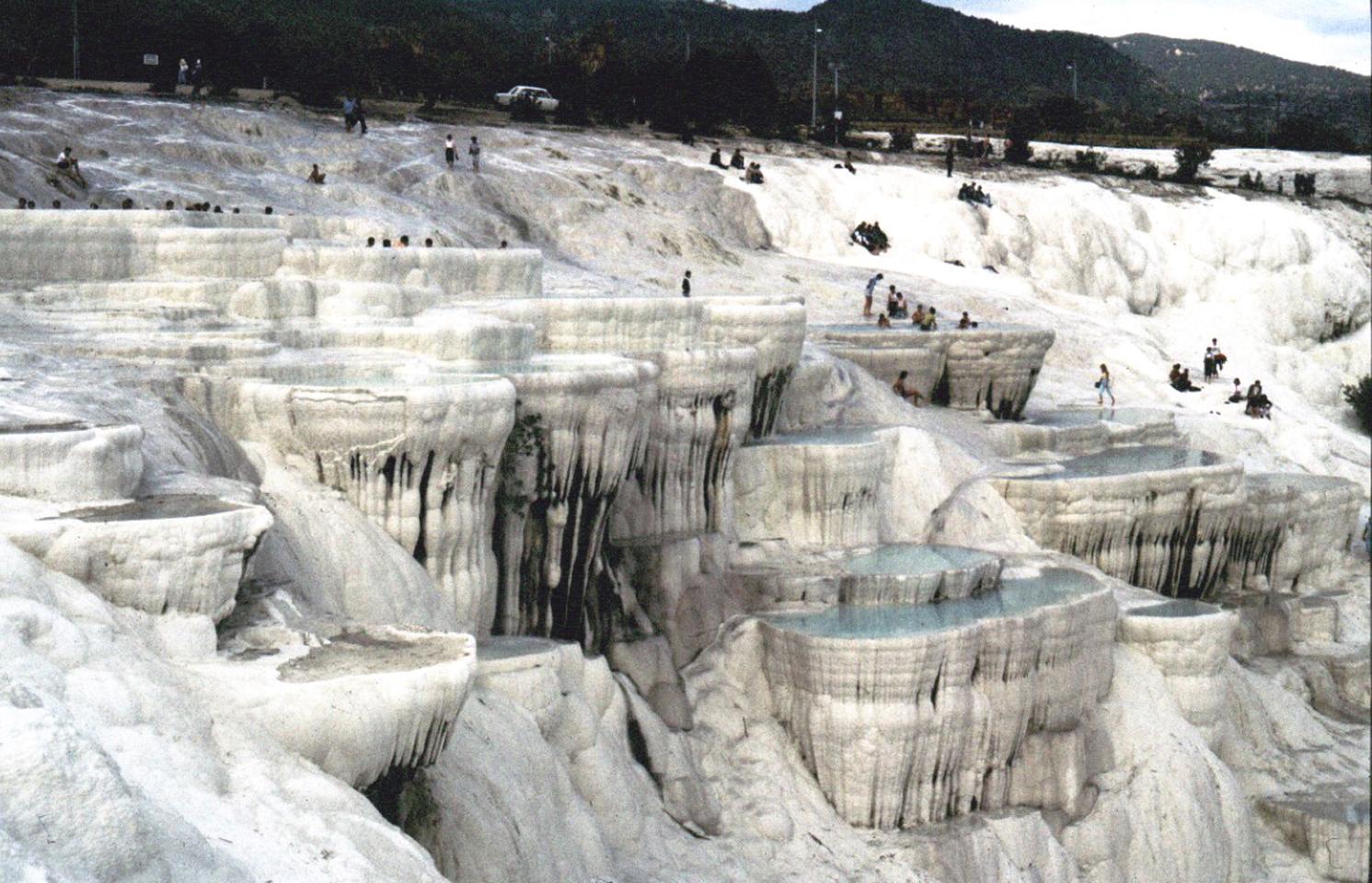
مصاطب ترافيرتين في باموكال، تركيا
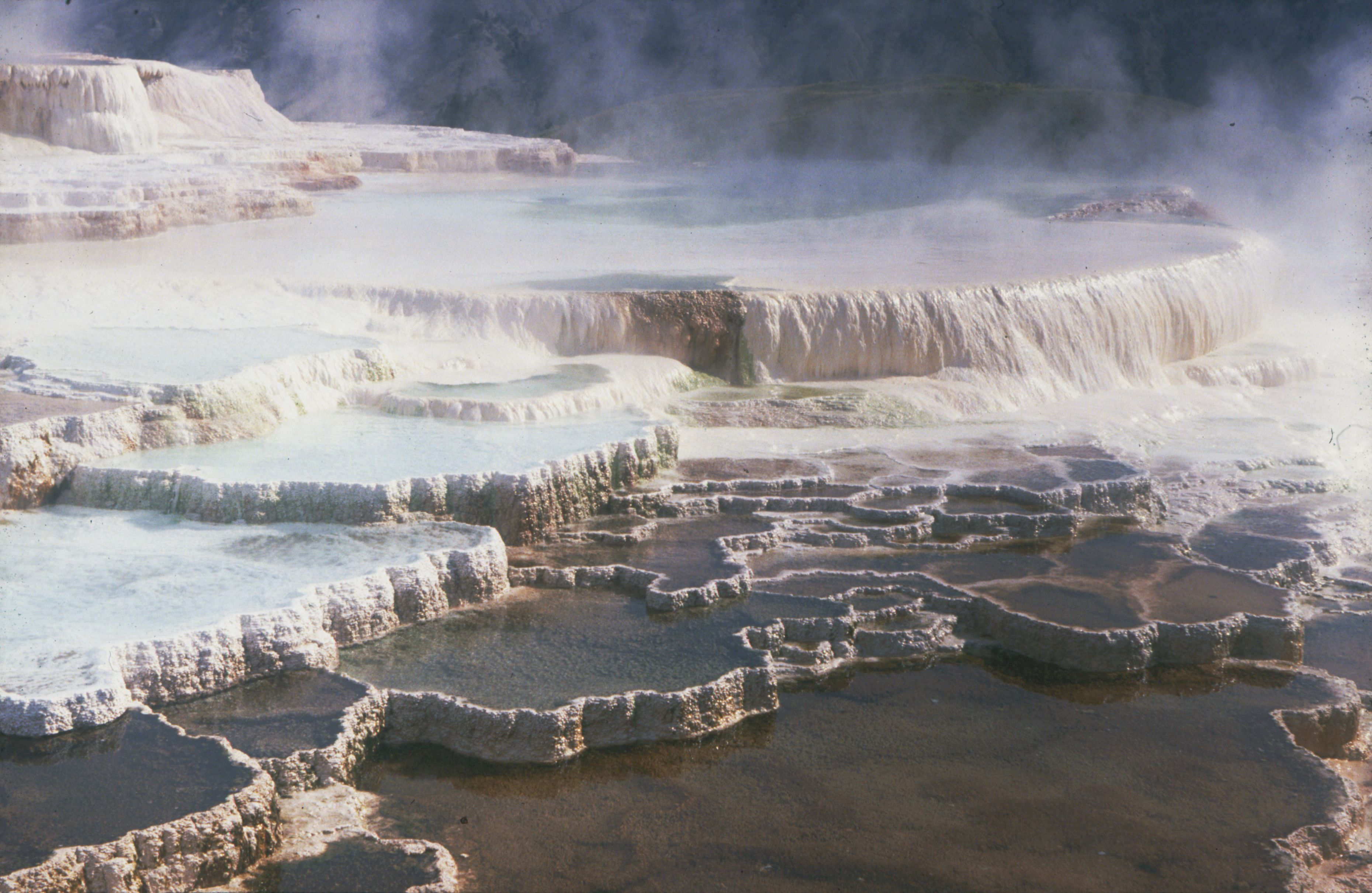
ماموث هوت سبرينغ ، يلوستون كالديرا ، الولايات المتحدة
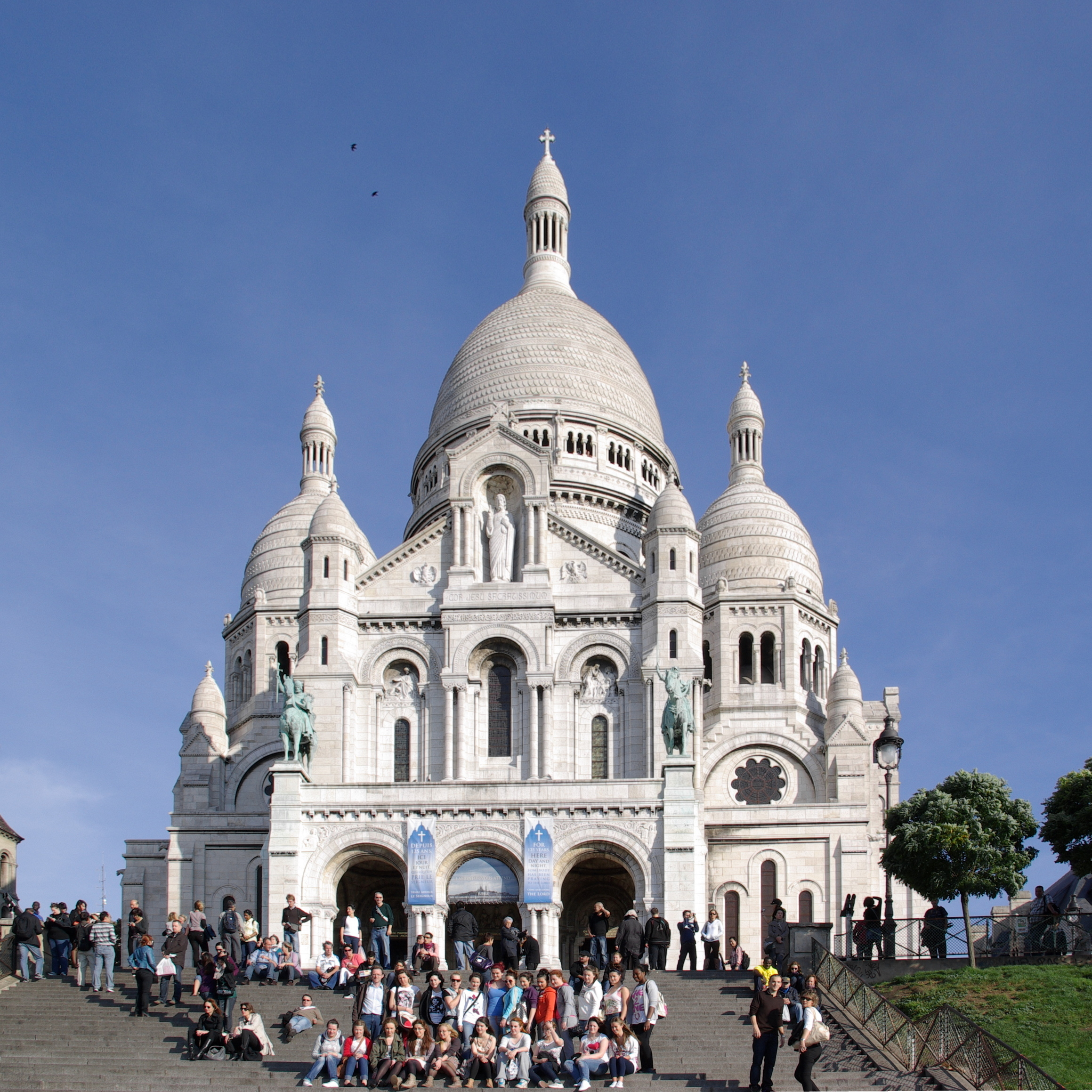
كنيسةسكركير بباريس
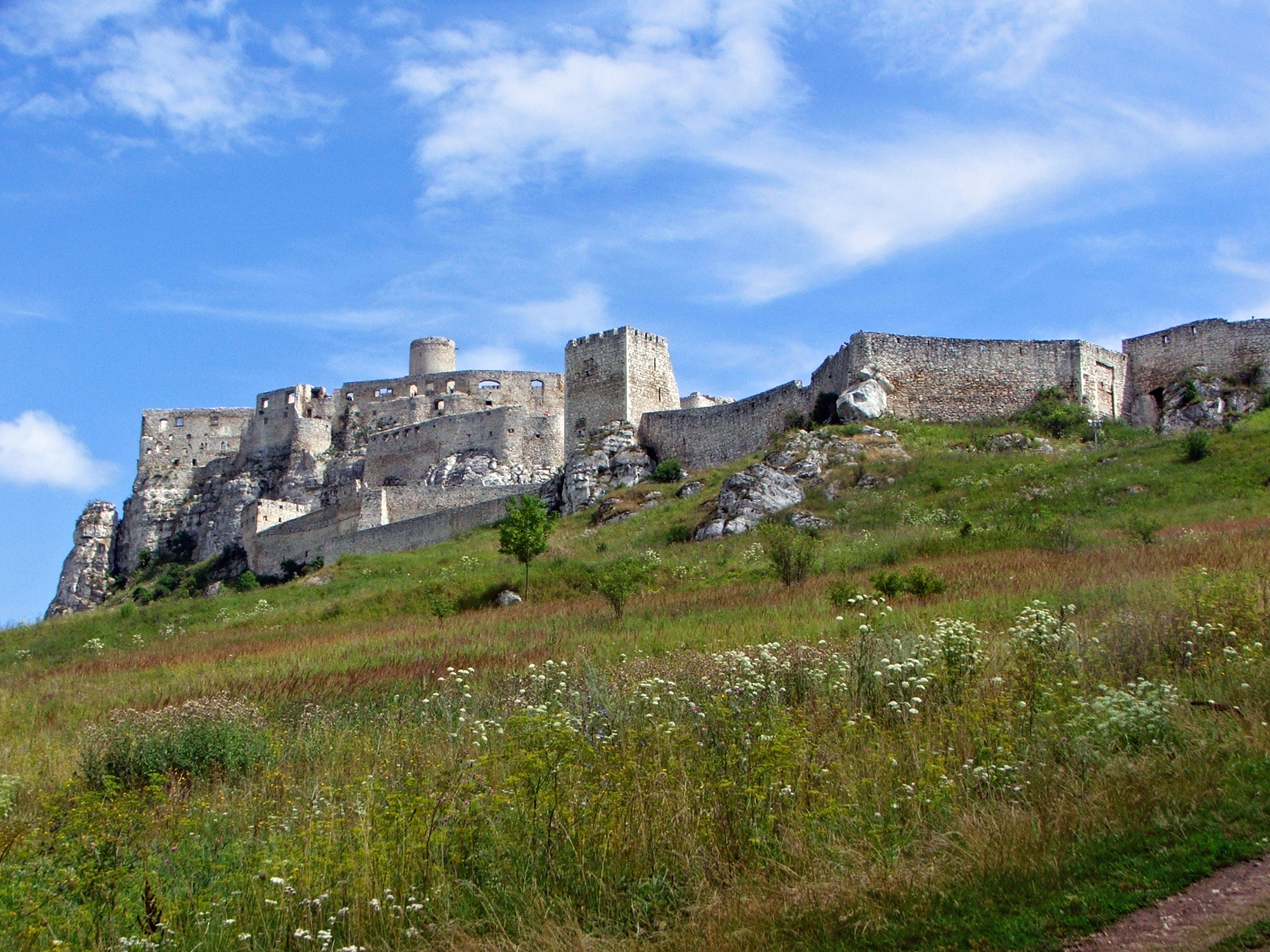
قلعة زيبزر بورغ
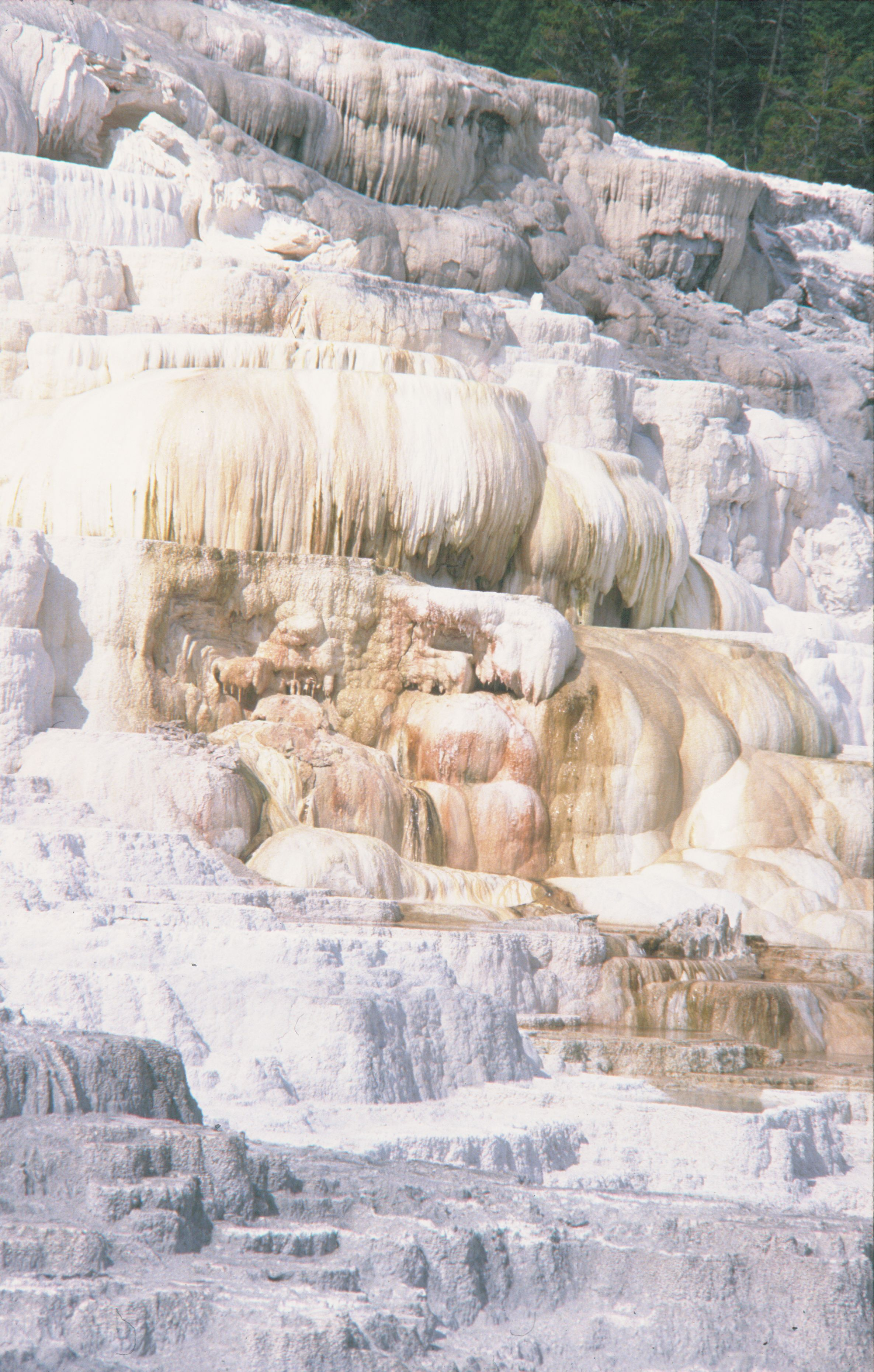
Yellowstone National Park, Wyoming

## صور لأنواع الترافيرتين

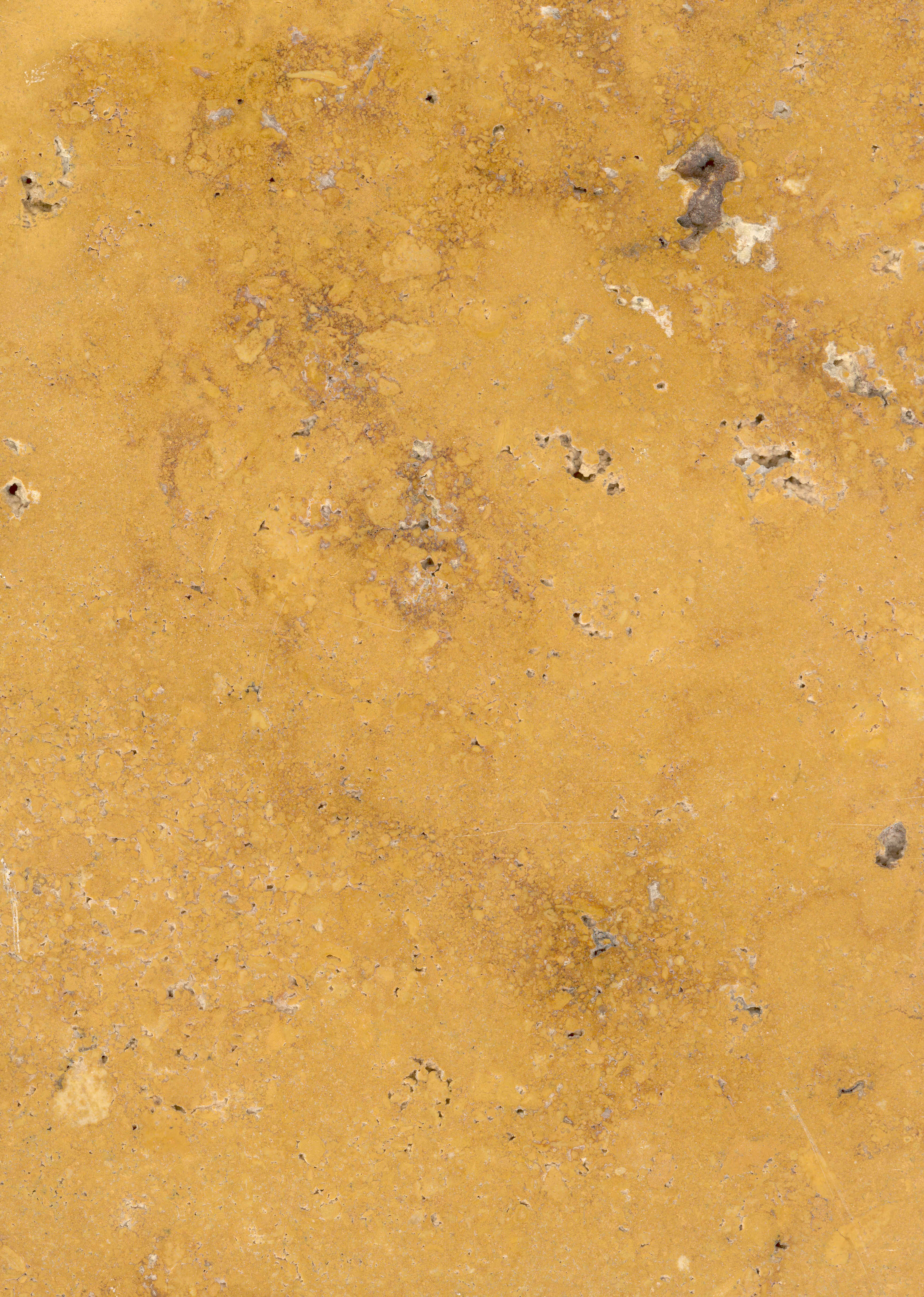
ترافيرتين من ألمانيا
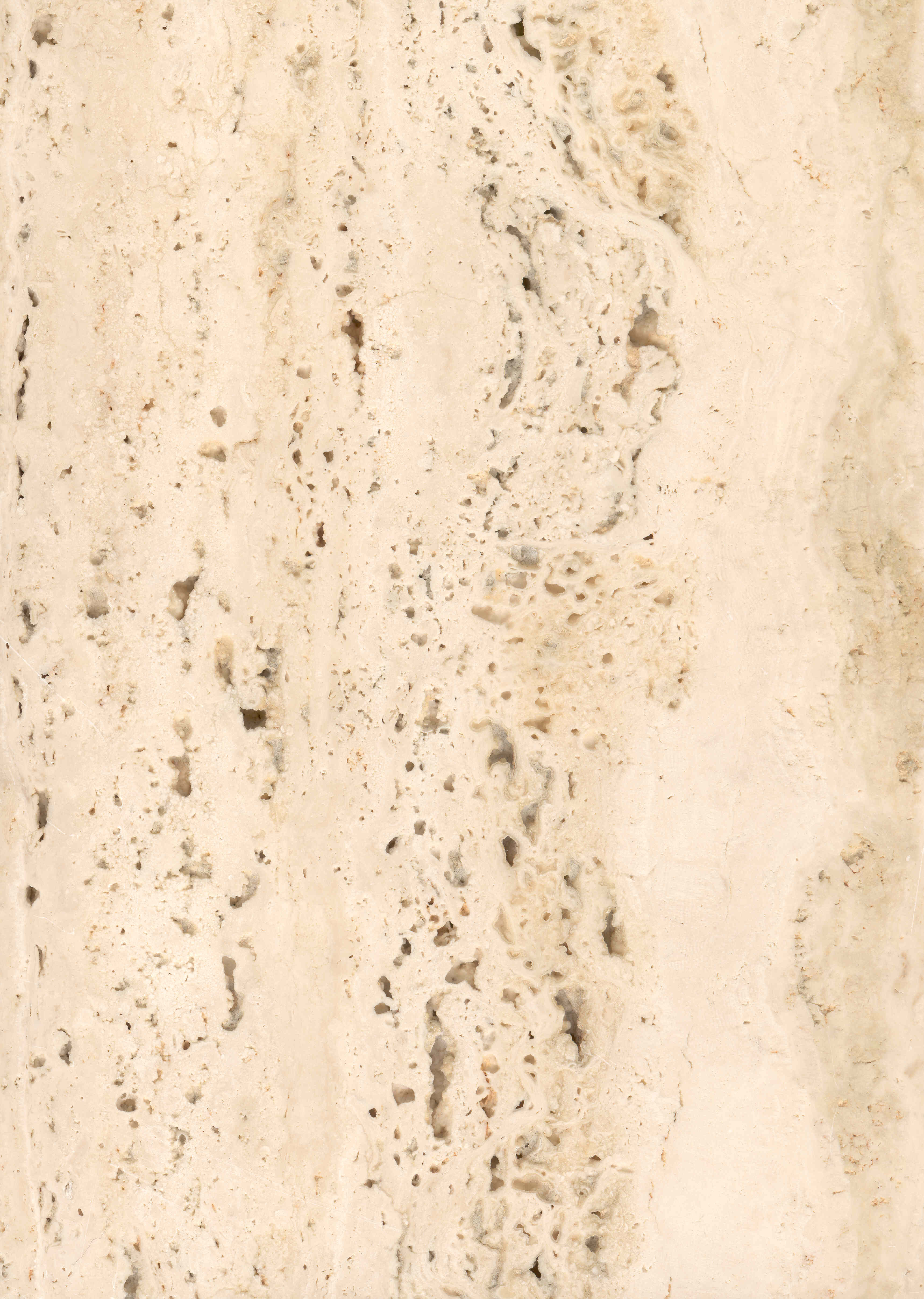
ترافيرتين إيطالي من تيفولي بالقرب من روما
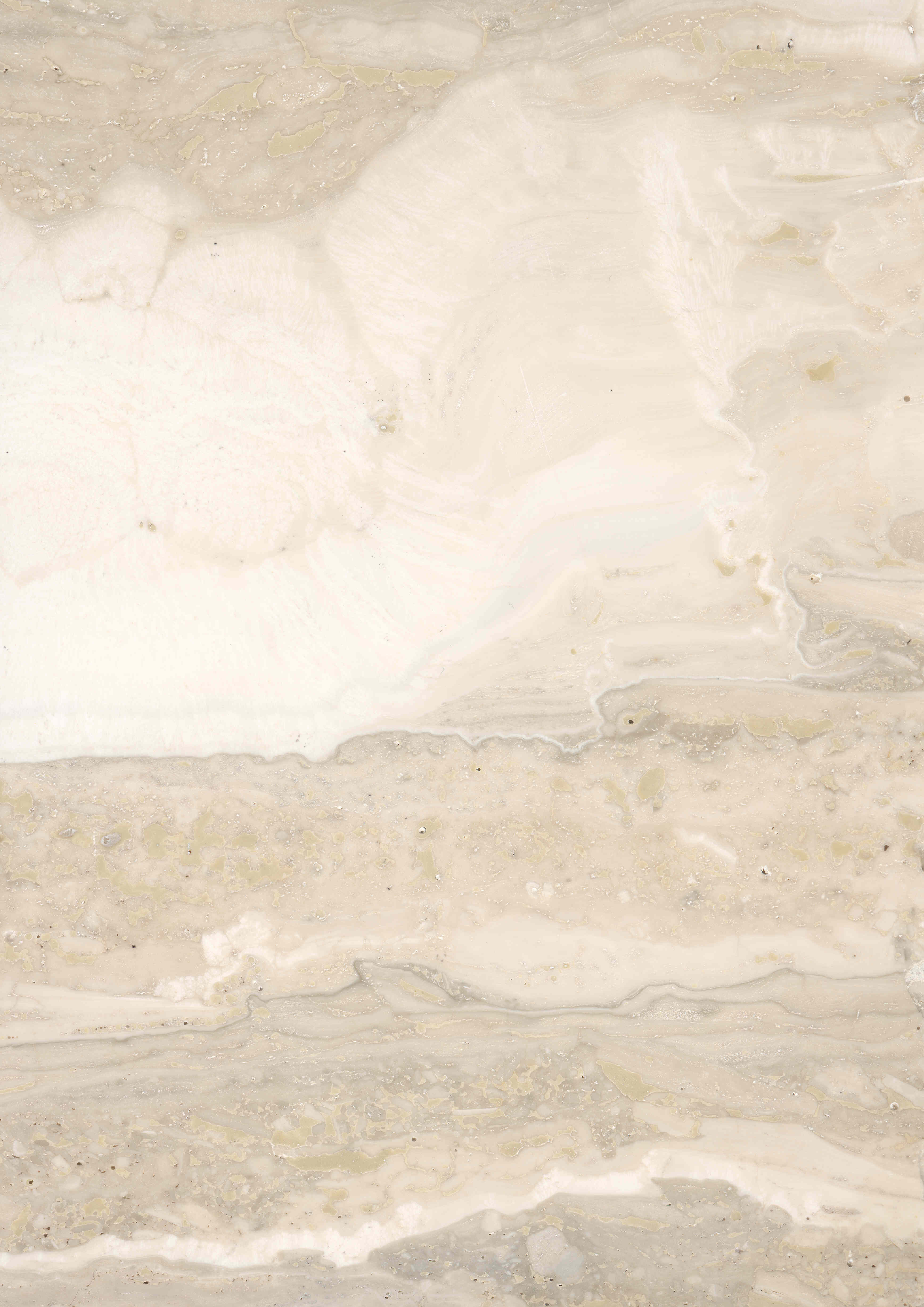
ترافيرتين إيطالي من توسكانا)
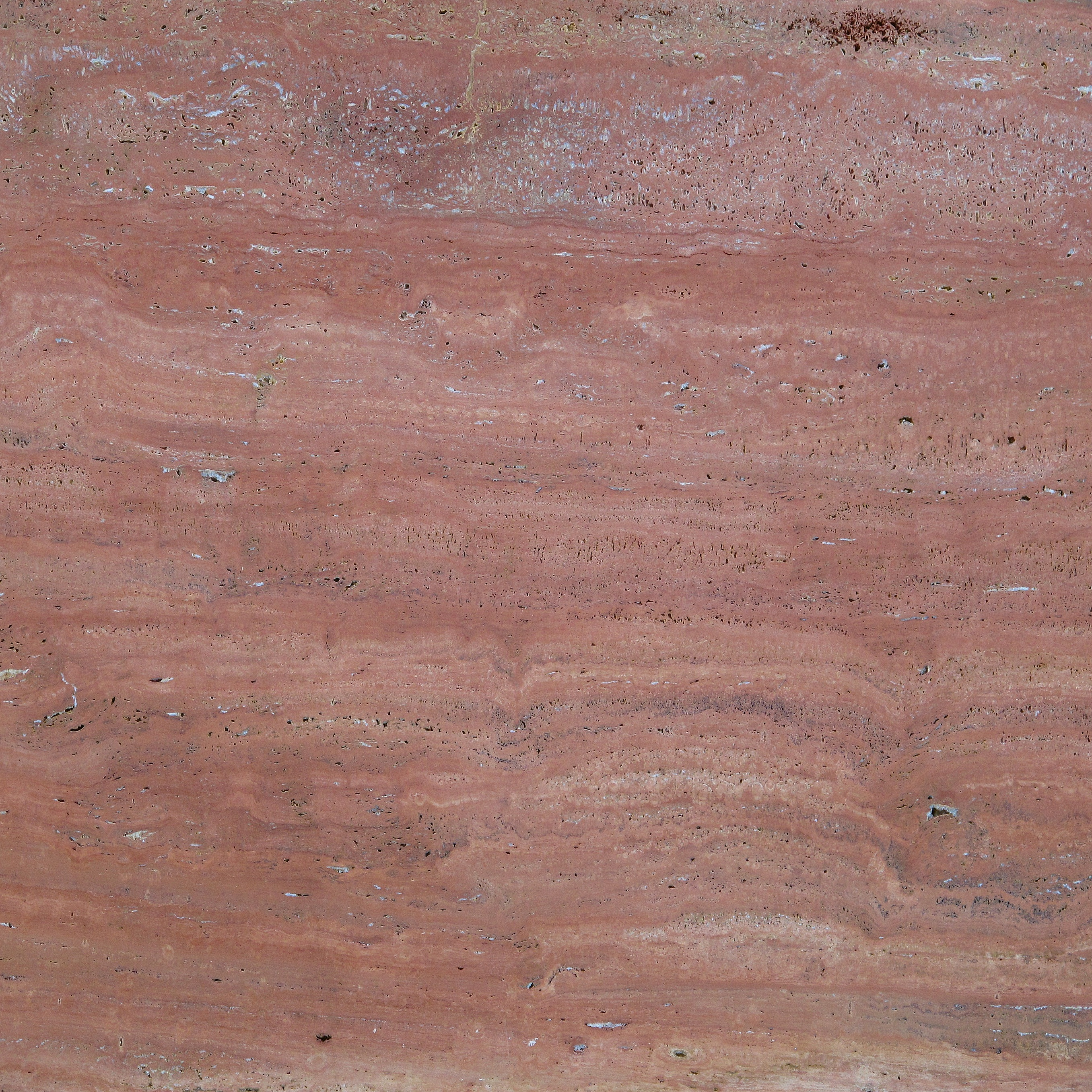
تارفيرتين إيراني